# Bento de Abreu
Bento de Abreu – miasto i gmina w Brazylii, w stanie São Paulo. Znajduje się w mezoregionie Araçatuba i mikroregionie Araçatuba.